# 클리앙
클리앙(CLIEN)은 IT 기기를 중심 주제로 하는 대한민국의 인터넷 커뮤니티이다. 2001년 6월 6일 소모임에서 시작하여 2001년 12월 31일 독립, 현재의 클리앙 사이트로 성장하였다.
초기엔 소니가 2001년부터 2005년까지 생산하고 판매했던 클리에(CLIé) PDA를 사용하거나 관심 있는 사용자들을 위한 커뮤니티였으나, 현재는 일반적인 정보와 IT관련 정보를 중심으로 한 대형 커뮤니티 사이트로 발전되어 유지되고 있다.
IT 부문에서는 애플 제품을 선호하는 경향이 있고, 정치적으로는 친민주당 성향 유저들이 많다.
2017년 하반기, 서버와 UI, UX 개선을 대대적으로 진행하였다. 소유자의 닉네임은 나리타 미나코작 동명의 만화에서 유래되었다고 한다.

## 주요 게시판
- 모두의 공원 : 자유 게시판
- 새로운 소식 : IT 관련 정보
- 팁과 강좌 : IT 중심 노하우 공유
- 자료실 : 배경화면 등 자료 등록
- 회원 중고장터 : 개인간 중고 물품 거래
- 소모임 : 회원 관심사에 대한 소규모 커뮤니티 (아이폰을 다루는 아이포니앙이 대표적)

## 사건 및 사고

### 컬링 국가대표 팀 성희롱
국가대표 컬링 팀인 '팀 킴'의 애칭으로 포르노에서 따온 '앙 기모띠'라는 용어를 권하는 게시글이 올라와 큰 호응을 얻었다.

### 박원순 전 서울시장 성추행 피해자 2차 가해
고(故) 박원순 전 서울시장의 성추행 의혹과 관련한 2차 가해 문제로 압수수색을 당했고, 일부 회원들이 경찰 출석을 요구받았다.

## 비공식 애플리케이션
공식 애플리케이션은 없으나, 사용자들이 만든 애플리케이션이 다수 있다.

### 안드로이드
- 클뷰
- CLiANN

### iOS
- CLiOS
- CLiOS 2
- ClienKit
- ClienS
- Clien

### 윈도우 폰
- Clien.net for WP